# Chiesa di San Felice da Nola (Lavis)
La chiesa di San Felice da Nola è la parrocchiale di Pressano, frazione di Lavis in Trentino. Rientra nella zona pastorale di Mezzolombardo dell'arcidiocesi di Trento e risale al XII secolo.

## Storia

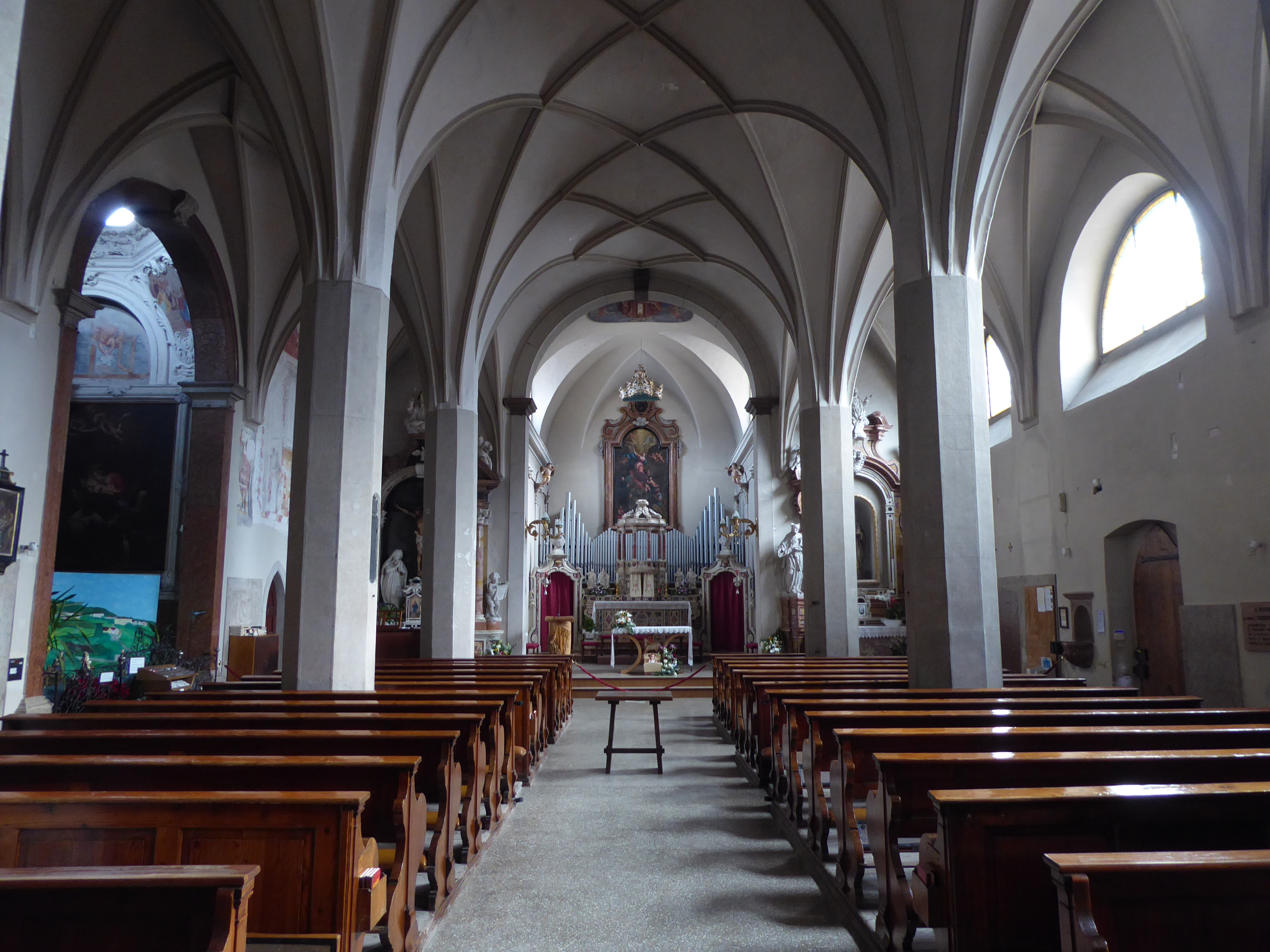
Interno

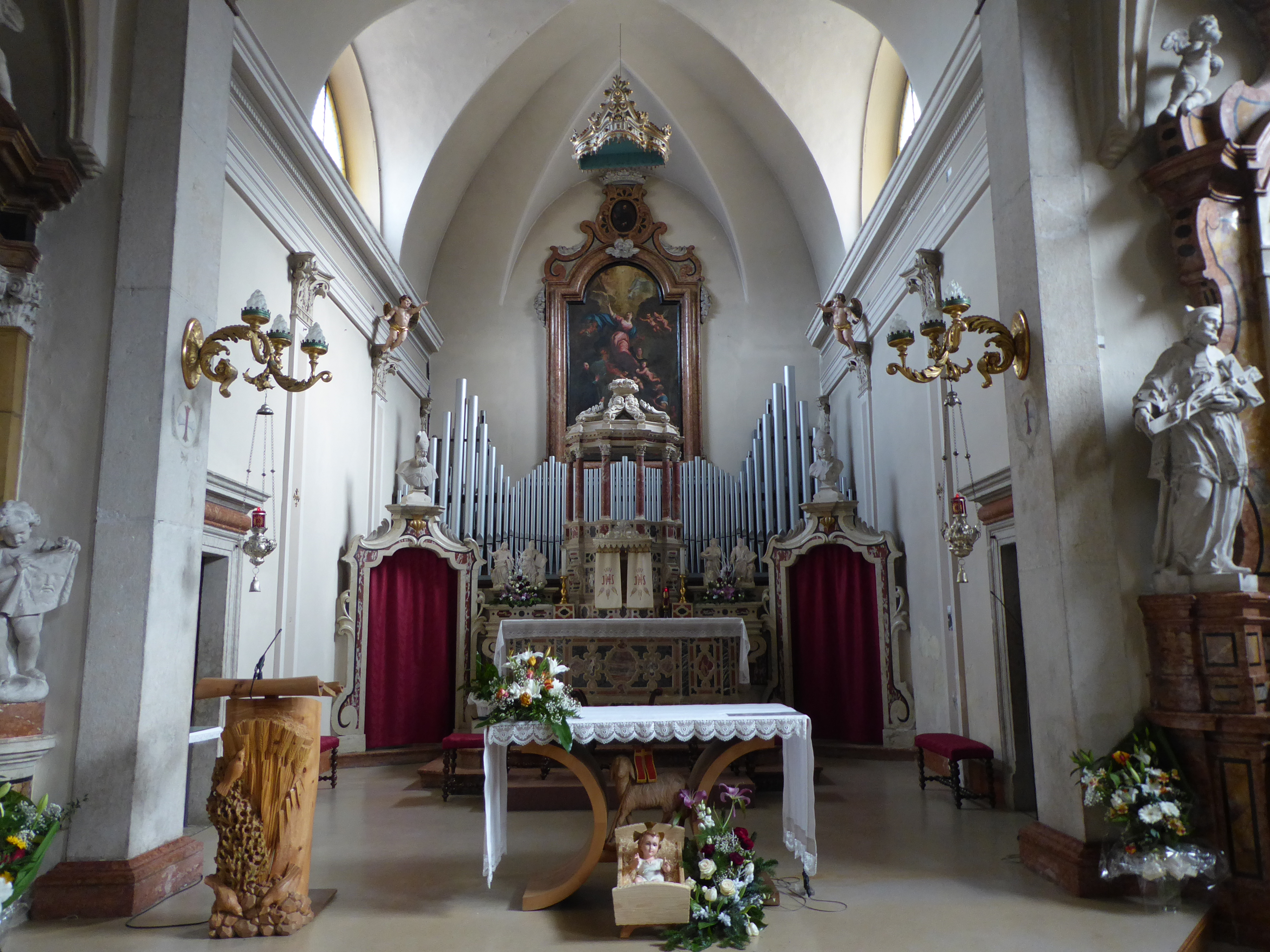
Presbiterio

Fu il principe vescovo di Trento Adelpreto II a citare per la prima volta la chiesa di Pressano nel 1163. La sua dedicazione a San Felice da Nola risale ad oltre un secolo più tardi, essendo del 1320.
Durante il XV secolo l'edificio venne ampliato, prima con la costruzione di una cappella dedicata a San Giacomo e poi con una sua riedificazione in stile tardo gotico e la sopraelevazione della torre campanaria. Di questo periodo è la prima citazione del camposanto accanto alla chiesa.
Nel secolo seguente ottenne dignità curiaziale, sussidiaria della Pieve di Giovo, e si ebbe, nel 1579, la prima documentazione di una cappella cimiteriale che in seguito sarebbe stata ampliate per diventare la chiesa di Sant'Anna che le sorge accanto.
Nel XVII secolo la parte del presbiterio venne riedificata perché in cattivo stato e non più adeguata alle esigenze, inoltre vennero poste nuove grandi finestre a semiluna nelle fiancate dell'edificio. Negli ultimi anni la confraternita del Rosario fece ricostruire la cappella laterale.
Durante il secolo successivo venne restaurata e affrescata la torre campanaria, vi fu installato l'orologio, fu creata una Via Crucis con le edicole posizione nel perimetro del camposanto, vennero ripresi gli affreschi della cappella laterale e fu arricchita con affreschi e stucchi la sacrestia.
Nel XIX secolo venne rifatta la cuspide della torre campanaria, che era stata distrutta da un fulmine e negli ultimi anni si cominciò a pensare a un importante intervento di ampliamento. 
Nei primi anni del XX secolo il progetto di ampliamento, seppur modificato rispetto alle prime intenzioni, prese forma. La navata venne prolungata e venne edificato un nuovo prospetto anteriore neoclassico. Fu inoltre rinnovata la pavimentazione della sala e venne restaurata la cappella laterale. L'edificio rinnovato venne benedetto nel 1908, e continuarono intanto le opere di arricchimento, con la decorazione ad affresco del presbiterio.
Nel 1919 il vescovo di Trento Celestino Endrici elevò la chiesa a dignità parrocchiale.
Negli anni cinquanta e sessanta l'edificio fu interessato da restauri conservativi e straordinari con attenzione all'intonacatura e tinteggiatura interna ed esterna, alla copertura del tetto e agli impianti.  Furono restaurate le parti affrescate nella sacrestia e nella cappella della Madonna del Rosario. Si pose mano anche alla pavimentazione del sagrato.
In seguito venne realizzato in più tempi l'adeguamento liturgico e nuovamente si riguardarono gli esterni, con attenzione alle coperture ed alla torre campanaria, nella quale vennero ripristinate le primitive aperture del castello campanario con le quattro bifore in stile romanico.
Gli ultimi interventi, conclusi nel 1986, hanno riguardato la facciata a sud, l'impianto per il riscaldamento e gli allarmi antifurto.